# 徐孺子祠
徐孺子祠，又称徐祠或者孺子祠，是纪念东汉经学家“南州高士”徐稺（徐孺子）的祠堂，《宋诗鉴赏辞典》注:“徐孺子祠堂，亦即徐稚故居”，旧址位于南昌市青山湖畔，历来是人们凭吊、祭祀徐孺子的地方。明代万历年间，江西提学副使朱廷益倡导仿照曲阜“祭孔”之例，在徐孺子祠创立公祀徐孺子的“祭徐”制度，并选定徐孺子后人北沥徐家的徐廷臣、徐文华为首任世袭的奉祀人选，由此拉开了官方“祭徐”活动的序幕，并一直延续到清初。现该祠已不存。